# Gornji Dubac
Gornji Dubac (cyr. Горњи Дубац) – wieś w Serbii, w okręgu morawickim, w gminie Lučani. W 2011 roku liczyła 206 mieszkańców.